# Peugeot J7
De Peugeot J7 is een voorwielaangedreven bestelwagen, geproduceerd door de Franse autofabrikant Peugeot van 1965 tot 1980.

## Geschiedenis
De voorganger van de J7 was de Peugeot D4. De J7 werd oorspronkelijk gepresenteerd met een keuze uit viercilinder benzine- (1468 cc) of dieselmotoren (1816 cc). Later varieerden de motoren van 1,5 tot 1,8 liter cc (benzine) of van 1,9 tot 2,3 liter (diesel), het vermogen van 48 tot 66,5 pk.
De J7 was beschikbaar in een aantal versies, waaronder een gesloten bestelwagen, minibus, pick-up en chassis-cabine met een bruto laadvermogen van 1.400 kg of 1.800 kg afhankelijk van de versie. De laadruimte van de gesloten bestelwagenvariant was 8,7 m³.
De constructie met voorin geplaatste motor en voorwielaandrijving maakte naast de gebruikelijke versies verschillende andere constructies mogelijk, zoals ambulances en uitvoeringen van verschillende carrosseriebedrijven zoals Heuliez.
In totaal werden 336.220 exemplaren gebouwd. In 1981 werd de J7 opgevolgd door een herziene versie genaamd Peugeot J9.
In productie: 208 · e-208 · 301· 308 · 508 · 1007 · 2008 · 3008 · 5008 · Boxer · Expert · Partner

Niet meer geproduceerd: 104 · 106 · 107 · 108 · 
201 · 202 ·
203 · 204 ·
205 ·
206 · 206 CC ·
207 · 207 CC ·
301 · 302 ·
304 · 305 · 306 · 307 · 309 · 
401 · 402 · 
403 · 404 · 405 · 406 · 407 · 4007 ·
504 · 505 · 
604 · 605 · 607 · 
806 · 807 · iOn · 
J4 · J5 · J7 · J9 · Bipper ·
D3A · D4A · RCZ

Prototypes: 907 · 908 RC · 916 · Proxima · Oxia · EX1 · e-Legend

Historische modellen: Type 1 · Type 2 · Type 3 · Type 4 · Type 5